# Týnec nad Labem
Týnec nad Labem (niem. Elbeteinitz) − miasto w Czechach, w kraju środkowoczeskim.
Według danych z 31 grudnia 2005 powierzchnia miasta wynosiła 1 569 ha, a liczba jego mieszkańców 1 907 osób (2005).

## Demografia
| Rok             | 1970  | 1980  | 1991  | 2001  | 2003  | 2005  |
| --------------- | ----- | ----- | ----- | ----- | ----- | ----- |
| Liczba ludności | 2 068 | 1 941 | 1 912 | 1 860 | 1 868 | 1 907 |

Źródło: Czeski Urząd Statystyczny